# Eckhard Ohl
Eckhard Ohl (* 25. Februar 1947 in Mehrstedt; † 26. Juni 2006) war ein deutscher Politiker der SPD.

## Leben
Eckhard Ohl machte 1963 den Abschluss der POS Schlotheim. Anschließend erlernte er von 1963 bis 1966 den Beruf des Werkzeugmachers. Eckhard Ohl war von 1967 bis 1975 in seinem erlernten Beruf im VEB Meßapparatewerk Schlotheim tätig, bevor er von 1975 bis 1980 zum Bürgermeister von Mehrstedt und ein weiteres Jahr von 1980 bis 1981 zum Bürgermeister der Stadt Schlotheim gewählt wurde. Eckhard Ohl war SED-Mitglied und Mitglied in der Kampfgruppe Schlotheim.

### Politische Tätigkeit nach 1990
Anschließend wechselte Ohl bis 1990 wieder in das Wirtschaftsleben als Bereichsleiter bei seinem früheren Arbeitgeber. Von 1990 an, mit der Wiedervereinigung, war er wieder Bürgermeister der Stadt Schlotheim, im selben Jahr gründete er die SPD Schlotheim. Im Jahr 1992 wurde er zum Kreisvorsitzenden der SPD Mühlhausen und 1993 zum Kreisvorsitzenden des Unstrut-Hainich-Kreises. Seit 1994 war er Kreistagsmitglied und ehrenamtlicher Beigeordneter des Landrates des Unstrut-Hainich-Kreises. 1998 zog er als Abgeordneter der SPD-Fraktion für vier Jahre in den Bundestag ein. Im Juni 2002 hob der Bundestag seine Immunität wegen Betrugsvorwürfen im Zusammenhang mit seiner ehrenamtlichen Tätigkeit als Vorsitzendem des DRK in Mühlhausen auf; die Vorwürfe stellten sich jedoch innerhalb eines Monats als gegenstandslos heraus.
Von 2004 bis zu seinem Tod war er Mitglied des Thüringer Landtags.

### Sonstiges
Ohl war Mitglied im Deutschen Roten Kreuz, Vorsitzender des Kreises Mühlhausen; Mitglied im Sportverein SSV07 Schlotheim, im Schützenverein, im Bund der Vertriebenen und im Förderverein der Freiwilligen Feuerwehr Schlotheim. Eckhard Ohl starb am 26. Juni 2006 im Alter von 59 Jahren nach langer Krankheit.